# Ибрагимов, Абдурашид Гумерович

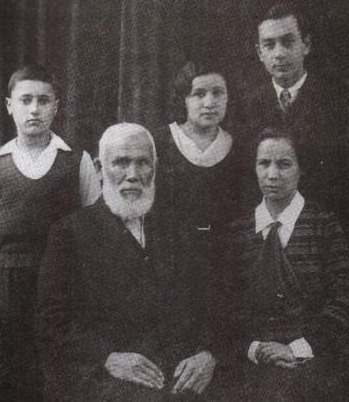
Абдурашид Ибрагимов с семьёй.

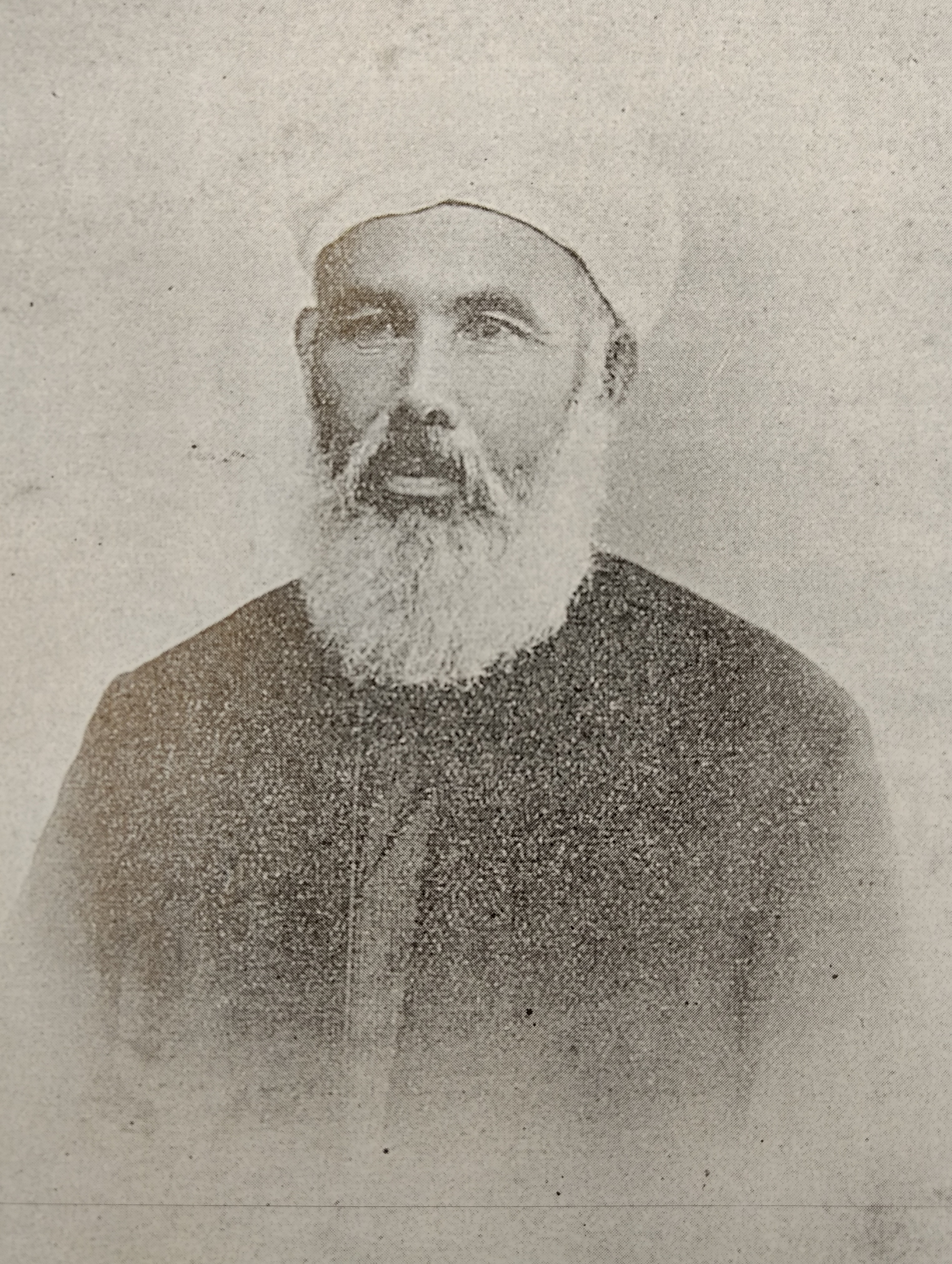
Абдурашид Ибрагимов.

Абдурашид Гумерович Ибраги́мов (рус. дореф. Абдрашитъ Омеровичъ Ибрагимовъ, тат. Габдрәшит Ибраһимов, тур. Abdürreşid İbrahim, яп. アブデュルレシト・イブラヒム; 23 апреля [5 мая] 1857, Тара, Тобольская губерния — 31 августа 1944, Токио) — российский, османский и японский исламский религиозный деятель происхождением из сибирских татар, имам, кади (судья), путешественник, проповедник и публицист. Сторонник идей панисламизма, которые распространял начиная с 1908 года, опираясь на поддержку Японии.

## Биография
Абдрашит Гумерович Ибрагимов (Габдеррашит бин Гумер бин Ибрагим бин Габдеррашид бин Габдеррахим) родился 23 апреля 1857 года в городе Тара Тарского уезда Тобольской губернии Западно-Сибирского генерал-губернаторства, ныне город — административный центр Тарского района Омской области. Его предки по языку и происхождению являлись тюрками. Был брат Измаил. Абдрашит Ибрагимов относил себя к татарам (сибирские татары), а его отец Гумер был бухарцем. Дед по отцу Габдрашит был ахуном города Тара, является одним из основателей городской каменной мечети. Мать — Гафифа бине Ибрагим бине Жагъфар (?—1871), около 40 лет учительствовала, а отец матери — Ибрагим происходил из башкир села Альменево (ныне Альменевский муниципальный округ Курганской области), в городе Таре служил муллой.
Учился с семи лет, начальное образование получил дома от учителя по имени Зейналбашир  и одну зиму проучился в начальной школе татарской деревни Туралы (Увыш), расположенной в 30 верстах от Тары. В декабре 1867 года отправлен родителями учился в медресе села Альменево. В 1872 году умер отец. Абдурашид остался круглым сиротой и с младшим братом Исмаилом уехали в город Тюмень, где продолжил свое обучение в медресе «Яна авыл». Братья работали у состоятельных земляков из Янаула Купчай и Килмухамед-баев.
В марте 1877 года продолжил обучение в медресе «Кшкар» (тат. Кышкар мәдрәсәсе) в селе Кшкар (ныне в Арском районе Татарстана), где учился только около полутора лет. Летом 1878 года он вынужден был выехать на родину за получением нового паспорта. Однако по пути в Сибирь был задержан полицией и как бродяга находился в тюрьмах Чебоксар, Казани, Нижнего Новгорода, Перми, Екатеринбурга, Тюмени и только поздней осенью 1878 года этапом был переведён в г. Тару.
С конца 1878 по июль 1879 годах учительствовал в Атбасарском уезде Акмолинской области, учил детей состоятельных казахов. Иногда исполняя и обязанности имама в Кокчетавском и Атбасарском уездах. 22 августа 1879 года через Москву приехал в Одессу, а оттуда «зайцем» на итальянском грузовом пароходе в Стамбул.
В 1879—1885 годах продолжил своё образование в Османской империи (в Медине, Мекке и Стамбуле).
Вернулся в Россию в 1885 году. С 1885 году служил имам-хатыбом соборной мечети в Таре, там же являлся мударрисом медресе. В 1892—1894 годах служил кадием Оренбургского магометанского духовного собрания. Затем уехал в Стамбул вместе с семьёй.
В 1896 году вернулся в Тару и, оставив там семью, отправился путешествовать в Индию.
В молодости А. Ибрагимов придерживался идей джадидизма. А. Ибрагимов, ведший антицаристскую пропагандистскую работу с позиций панисламизма среди мусульман России, ставил своей целью освобождение всех мусульманских народов от любого вида колониального угнетения со стороны «неверных». В этой ситуации Япония, давний конкурент России на Дальнем Востоке — как и Османская империя на западе — являлась естественным союзником панисламистов. Быстрое индустриальное восхождение Японии восхищало его — как и многих других антиимпериалистически настроенных националистов Востока. Рассчитывая создать единый антироссийский мусульманский фронт действий, Ибрагимов в 1897 году посетил Османскую империю. В 1897—1900 гг. совершил путешествие из Стамбула в Египет, Палестину и Хиджаз, затем во Францию, Италию, Австрию, Сербию, Болгарию. Через юг России на Кавказ, вдоль Каспийского побережья в Бухару, Туркестан, область Семиречья. Сибирским караванным путем возвратился в Тару.
В 1898 году получил право участвовать в выборе гласных Тарской городской думы на второе четырёхлетие 1898—1902 годов.
В 1899 году поселился в Санкт-Петербурге. С 1900 года в своей типографии в Санкт-Петербурге на языке тюрки выпускал журнал «Миръат» («Зеркало»; 1900—1903, 1907—1909, всего вышло в свет 22 номера), газету «Өлфәт» («Дружба»; 1905—1907, её тиражи достигали 4000 экземпляров, всего вышло в свет 85 номеров), журнал «Нәҗат» («Спасение»; 1907) и на арабском языке — газету «әт‑Тилмиз» («Ученик»; 1906—1907). На деньги казахских баев он начал издавал для казахских студентов газету «Сиркә» («Рәхбәр»), после закрытия и этой, в апреле 1907 года выпустил культурно-политический еженедельник «Нәжәт» («Котылу»). После выпуска единственного номера газеты, вышел приказ об аресте главного редактора.
В 1902 году получил право участия в выборе гласных Тарской городской думы на третье четырёхлетие 1902—1906 годах.
В 1902 году Ибрагимов, став для Турции неудобной фигурой, получил указание султана Абдул-Хамида II покинуть Османскую империю. В 1902—1903 годах он впервые посетил Японию, где участвовал в антирусской пропаганде. В связи с этим Ибрагимов, по требованию российского консула в Японии, был из этой страны выслан. Прибыв в 1904 году в Стамбул, он был там арестован, передан российскому консулу и отправлен под охраной в Одессу. На рубеже 1905—1906 годов Ибрагимов был выпущен на свободу. Будучи ранее членом правления мусульманской общины Оренбурга, он стал одним из руководителей движения Иттифак аль-Муслимин и организатором ряда мусульманских конгрессов. В целях создания татарской мусульманской партии, объехал многие города Касимов, Чистополь, Уфу, Пермь, Троицк, Петропавловск и др. Был проповедником идеи объединения суннитов и шиитов. На Первом всероссийском мусульманском конгрессе в августе 1905 года в Нижнем Новгороде главным соперником А. Ибрагимова был Гаяз Исхаков. В январе 1906 года в Санкт-Петербурге прошёл второй, а в августе 1906 года, третий съезд партии «Иттифак эль-Муслимин».
В 1905—1907 годах — член центрального комитета либерально-демократической мусульманской партии Иттифак аль-Муслимин (Союз российских мусульман).
В 1906 году избран выборщиком от Тарского уезда в Государственную думу Российской империи. Занимался торговлей. Однако в 1907 году был устранён от выборов и привлечён к суду, как редактор прогрессивной мусульманской газеты «Нәжәт» («Котылу»). Отбывал наказание.
В 1907 году Ибрагимов был вынужден продать типографию и отправиться в путешествие. Съездил в Восточный Туркестан, Самарканд, Бухару, Семиречье, оттуда вернулся на родину. Через некоторое время увёз семью в Казань.
В 1908 году Ибрагимов во второй раз отправился в Японию, в феврале — июне 1909 года жил в Токио. Установил многочисленные контакты с представителями местных националистических обществ как из чиновничества, так и из кругов, близких к правительству Японии. встречается с князем Ито Хиробуми. Особо тесными контакты были с ультранационалистическим обществом Кокурюкай (Амурский союз, в Англии известный больше как Общество чёрного дракона), возникшим перед русско-японской войной 1904—1905 и проводившим антизападную, пан-азиатскую политику поддержки экспансии Японии на азиатском материке.
В марте 1909 года по инициативе Ибрагимова в Японии создана организация «Асия Ги Кай» («Асия савунма Гужу»). Эта организация ставила перед собой задачу распространения ислама среди японцев, но называлась исламским торговым обществом. Руководителем организации был назначен японский дипломат Охара, получивший имя Абубэкер после принятия им ислама.
Возвращение А. Ибрагимова в Стамбул финансировалось японским обществом Адзия Гикай (Азия, проснись!) и длилось целый год, так как его маршрут проходил через важные мусульманские центры Китая, Британской и Нидерландской Индий. В этой поездке он встретился с одним из первых японцев, принявших ислам, с Ямаока Котаро (1880—1959), также членом Кокурюкай, ставшим себя отныне именовать Ёмер Ямаока. Вдвоём они совершили паломничество в Мекку.
В 1910 году, когда А. Ибрагимов прибыл в столицу Османской империи, у власти там находились младотурки, воспринявшие идеи этого, ставшего уже известным агитатора и проповедника, положительно. Ибрагимов получил одобрение от местного улема и связанных с ним организаций. Свои наблюдения о положении в Восточной Азии он изложил в работе Alem-i-İslam ve Japonya’da İntişar-ı İslamiyet (Исламский мир и распространение ислама в Японии), где с большим оптимизмом говорил о возможной исламизации японцев. В последующие годы Ибрагимов издавал в Стамбуле несколько исламских журналов (Sırat-ı Müstakim, Tearüf-i Muslimin), где публиковался также и японский мусульманин Ямаока. Сын Мунир Ибрагимов занимался распространением идей отца в России: в Казани он издавал исламский журнал. Сам же А. Ибрагимов любил выступать с речами, зачастую имевшими вид проповедей, в которых агитировал за панисламистский единый фронт. Со временем поняв, что защищаемые им идеи не имеют широкого признания, Ибрагимов сблизился с пантюркистом Энвером-пашой и пытался распространять его идеи среди татарских эмигрантских кругов в Турции. Для подобной же пропагандистской (подрывной) работы в России ширмой служило Татарское благотворительное общество. В 1913 году Ибрагимов стал главным редактором и издателем газеты İslam Dünyası., выпустив её 27 номеров.
В 1911 году Ибрагимов, по рекомендации Энвера-паши, близким соратником которого он оставался вплоть до смерти паши в 1922, был принят в тайную организацию Teşkilât-ı Mahsusa. В том же году они оба отправились в Ливию, в Триполи, где высадились итальянские войска, с целью организовать сопротивление мусульманских и бедуинских племён против Италии.
В 1912 году Ибрагимов прибыл в Стамбул, где подал заявление и стал гражданином Османской империи.
Во время Первой мировой войны Ибрагимов в Германии пытался из пленных-мусульман сформировать военные подразделения, с целью направить их на борьбу с британским колониализмом. На страницах своих газет «Мөсөлманнарның танышмасы» и «Ислам Дөньясы» он призывал мусульман на священную войну — джихад, встать на защиту Турции, эту идею он доводил и до мусульман Японии, Китая, Индии и Малайзии. В 1916 году Абдуррашид Ибрагимов вместе с земляком Галимджаном Идриси начал издавать газету для татарских военнопленных «Джихад-и ислам», в которой он призывал мусульман к объединению, воевать на стороне Турции, к священной войне против мировых агрессоров. Был сформирован полк, состоящий из 2 тысяч военнопленных татар и башкир, участвовал в боевых операциях на Месопотамском фронте против английских войск и вошёл в турецкую историю под названием «Азия Табуру» («Азиатский батальон»).
Абдуррашид Ибрагимов не ограничился одними призывами, а сам лично отправился в Южный Туркестан, Афганистан, Индию и Мекку, чтобы разбудить мусульман и поднять их на борьбу с врагами ислама. Абдуррашид Ибрагимов всеми силами старался спасти исламский халифат (Османскую империю) от развала и сохранить единство уммы.
После Февральской революции он побывал в Стокгольме, Германии, принимал участие в конференции правозащитников в Лозанне, где говорил об угнетенном положении коренных народов России. В том же 1917 году он перевёз семью в Берлин.
В 1918 году он, как депутат от России, принимал участие в Берлине во 2-м конгрессе организации İhtilal Cemiyetleri İttihadı (бывшей Teşkilât-ı Mahsusa). В это время А. Ибрагимов на некоторое время сблизился в большевиками. В 1919—1921 годах перед мусульманами России выступал с призывами бороться против империализма под знаменем советской власти.
Ибрагимов Абдрашит Козый был арестован в сентябре 1921 года по обвинению в контрреволюционной деятельности. Дело прекращено за недоказанностью обвинения 4 октября 1921 года.
После освобождения уехал из РСФСР. Первое время он жил в Стамбуле, но вскоре перебрался в село Бёгрюделик (тур. Böğrüdelik, Cihanbeyli) (ныне в районе Джиханбейли ила Конья), основанное в 1909 году сибирскими татарами, эмигрировавшими в Турцию.
В 1930—1931 годах жил в Мекке. В 1931 году в Берлине в журнале «Яңа Милли Юл» была опубликована статья Гаяза Исхакый «Коммунист хаҗи», в ней он обвинял Абдуррашида Ибрагимова в работе на Советскую Россию. Происламская агитация Ибрагимова не имела большого и длительного успеха, в то время как националистические движения на Ближнем и Среднем Востоке в 1920-е — 1940-е годы становились всё более мощными. За участие в исламской конференции в Египте ему запретили выезд за границу. В 1933 году он был приглашён в Японию. За самовольное поведение и «нарушение законов турецкой республики» в 1935 году власти Турции лишили его гражданства. Срочно выехав в Японию, был вынужден оставить семью в Турции.
В 1938 году он вновь приехал в Японию, стал председателем Dai Nippon Kaikyō Kyōkai, официальной японской правительственной организации по исламу, и имамом Токийской мечети. Вплоть до самой своей смерти в августе 1944 года А. Ибрагимов продолжал верить в скорейшее обращение большинства японцев в ислам.
Абдурашид Ибрагимов умер в Токио 17 августа или 31 августа 1944 года, похоронен на Мусульманском кладбище, которое является частью кладбища Тама города Токио Государства Япония.
Реабилитирован Прокуратурой Омской области 28 февраля 2000 года по делу 1921 года (посмертно).

## Сочинения
- Автономия яки идараи мөхтәрият. — С.-Пб., 1906.
- Тәрҗемәи хәлем: автобиография. — С.-Пб., 1907.
- Alemi-i İslam. — İstanbul, 1910.
- Tarihin Unutulmuş Sahifeleri. — Berlin, 1933.
- Abdürreşid İbrahim, Özalp, Ertuğrul (изд.); Âlemi-i İslâm ve Japonya’da islâmiyet’in yayılması — Türkistan, Sibirya, Moğolistan, Mançurya, Japonya, Kore, Çin, Singapur, Uzak Hind adaları, Hindistan, Arabistan, Dâru’l-Hilafe; İstanbul, 2003 (İşaret), ISBN 975-350-134-X
- Abdürreşid İbrahim, François Georgeon (перев., изд.); Un Tatar au Japon — voyage en Asie (1908—1910); [Arles] 2004 (Actes Sud-Sindbad), 269S.; EST: Alem-i İslâm ve Japonya 'da intişar-i islâmiyet <franz.>; ISBN 2-7427-5206-4

## Семья
Родословную Абдурашита Ибрагима земляки связывают с сеидом Кучкар-шейхом — прямым потомком пророка Мухаммеда.
Родословная Абдрашита-хаджи Ибрагима, по записям его предков выглядит следующим образом: Саид Кучкар-шейх – саид Хызыр-бакы – саид Авас-бакы – саид Фазулла – саид Авасбакы – саид Баба-шейх – Ибрагим – Мирхан – Гумар – Абдрашит.
- Первая жена – рано умерла[12].
  - Сын – Ахмет Мюнир[12][14], учился на экономическом факультете в Токио[15].
  - Дочь – Кадрие (Кадрия)[12][14]
  - Дочь – Февзие (Фаузия[14]) Абдурашид (Догрул), издатель и автор одного из первых турецких журналов о правах женщин[12].
- Вторая жена – Аян-ханым, дочь состоятельного жителя Уфы[12].
  - Сын – Тимур, рано потерял жену, его дочь Неслихан Арул Аксой была воспитана бабушкой, неоднократно посещала Казань[12].
  - Сын – Дженгиз[12],
  - Сын – Камиль[12],
  - Дочь – Сабахат[12][14]
  - Дочь – Фаика, умерла 14 лет от менингита, похоронена в Богрюдели[12]